# Neuvelle-lès-Cromary
Neuvelle-lès-Cromary est une commune française située dans le département de la Haute-Saône, la région culturelle et historique de Franche-Comté et la région administrative Bourgogne-Franche-Comté. Elle organise diverses fêtes et divertissements chaque année.

## Géographie
Situé à trois kilomètres de Rioz et à une vingtaine de Vesoul (préfecture de la Haute-Saône). Entouré de bois, la commune est traversée par la N 57 qui est l'axe principal des liaisons Metz - Nancy - Besançon, la D 5 qui relie Champlitte à Moncey, ainsi que par la D 15 reliant l'Est à l'Ouest de la Haute-Saône.

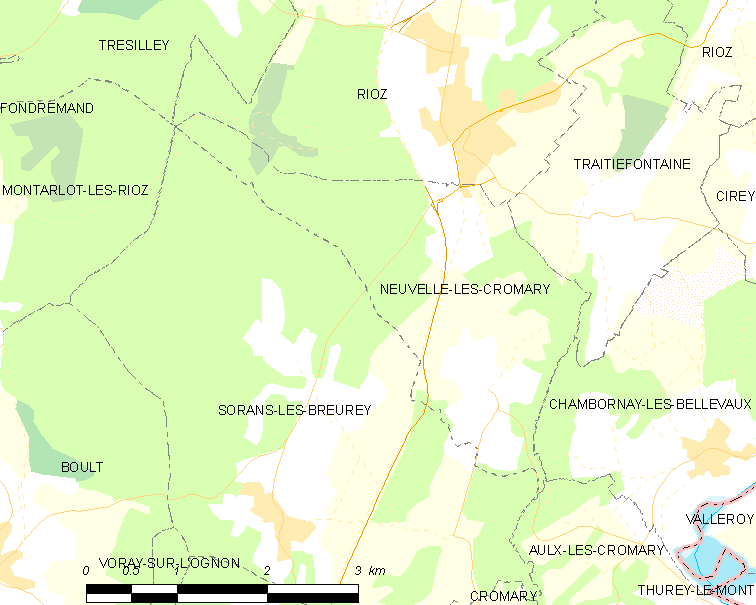
Situation de Neuvelle-lès-Cromary.

### Climat
Pour des articles plus généraux, voir Climat de la Bourgogne-Franche-Comté et Climat de la Haute-Saône.
En 2010, le climat de la commune est de type climat des marges montagnardes, selon une étude du Centre national de la recherche scientifique s'appuyant sur une série de données couvrant la période 1971-2000. En 2020, Météo-France publie une typologie des climats de la France métropolitaine dans laquelle la commune est exposée à un climat semi-continental et est dans la région climatique  Lorraine, plateau de Langres, Morvan, caractérisée par un hiver rude (1,5 °C), des vents modérés et des brouillards fréquents en automne et hiver. 
Pour la période 1971-2000, la température annuelle moyenne est de 10,3 °C, avec une amplitude thermique annuelle de 17,3 °C. Le cumul annuel moyen de précipitations est de 1 097 mm, avec 12,6 jours de précipitations en janvier et 9,8 jours en juillet. Pour la période 1991-2020, la température moyenne annuelle observée sur la station météorologique de Météo-France la plus proche, « Rioz », sur la commune de Rioz à 3 km à vol d'oiseau, est de 11,2 °C et le cumul annuel moyen de précipitations est de 1 084,6 mm. 
La température maximale relevée sur cette station est de 39,6 °C, atteinte le 25 juillet 2019 ; la température minimale est de −21,8 °C, atteinte le 20 décembre 2009,,. 
Les paramètres climatiques de la commune ont été estimés pour le milieu du siècle (2041-2070) selon différents scénarios d'émission de gaz à effet de serre à partir des nouvelles projections climatiques de référence DRIAS-2020. Ils sont consultables sur un site dédié publié par Météo-France en novembre 2022.

## Urbanisme

### Typologie
Au 1er janvier 2024, Neuvelle-lès-Cromary est catégorisée commune rurale à habitat dispersé, selon la nouvelle grille communale de densité à sept niveaux définie par l'Insee en 2022.
Elle est située hors unité urbaine. Par ailleurs la commune fait partie de l'aire d'attraction de Besançon, dont elle est une commune de la couronne,. Cette aire, qui regroupe 310 communes, est catégorisée dans les aires de 200 000 à moins de 700 000 habitants,.

### Occupation des sols
L'occupation des sols de la commune, telle qu'elle ressort de la base de données européenne d’occupation biophysique des sols Corine Land Cover (CLC), est marquée par l'importance des forêts et milieux semi-naturels (53,7 % en 2018), en augmentation par rapport à 1990 (52,5 %). La répartition détaillée en 2018 est la suivante : 
forêts (51,8 %), terres arables (25,6 %), zones agricoles hétérogènes (12 %), prairies (6,8 %), milieux à végétation arbustive et/ou herbacée (2 %), zones urbanisées (1,8 %). L'évolution de l’occupation des sols de la commune et de ses infrastructures peut être observée sur les différentes représentations cartographiques du territoire : la carte de Cassini (XVIIIe siècle), la carte d'état-major (1820-1866) et les cartes ou photos aériennes de l'IGN pour la période actuelle (1950 à aujourd'hui).

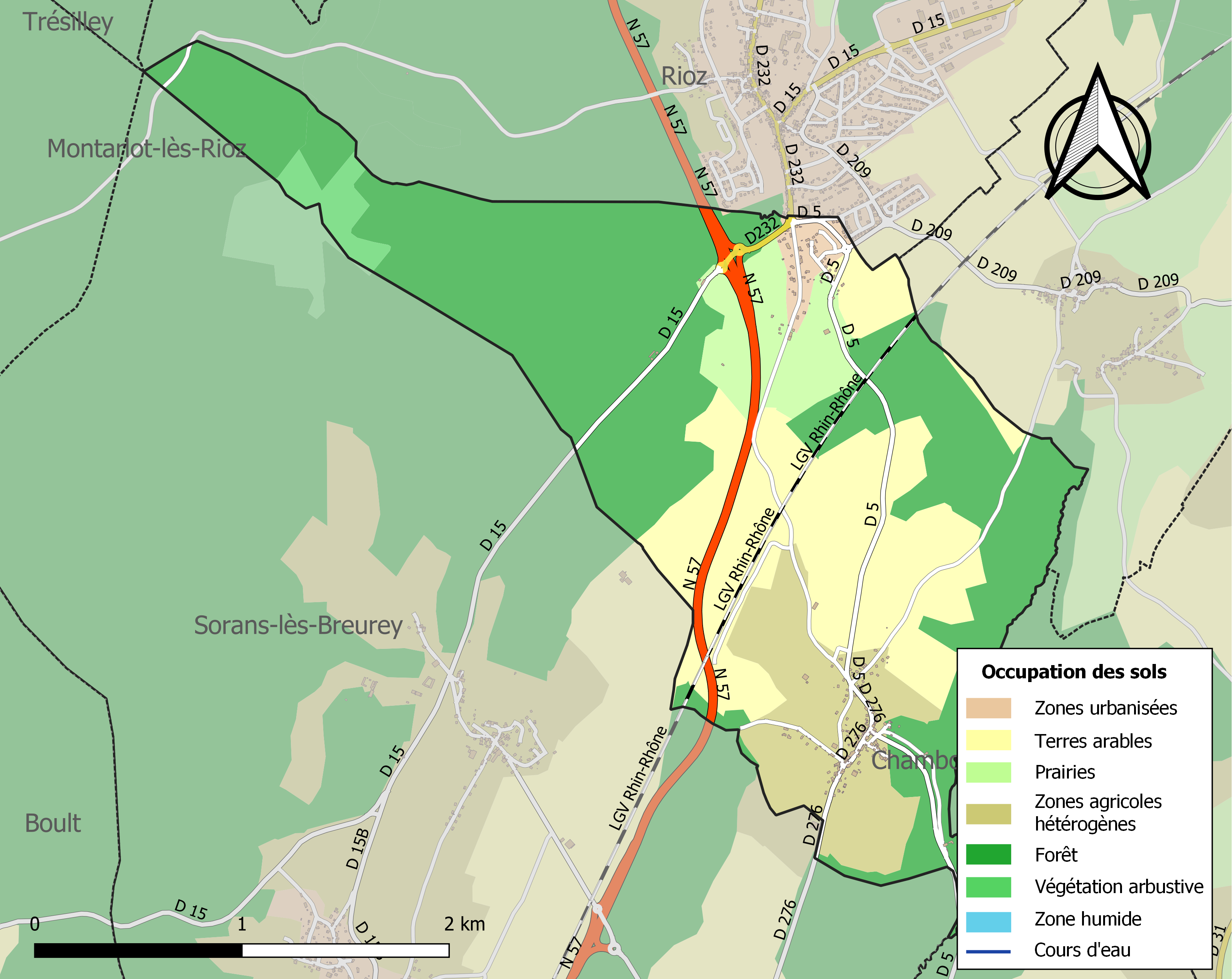
Carte des infrastructures et de l'occupation des sols de la commune en 2018 (CLC).

## Histoire
Constituée à la Révolution française, Neuvelle-les-Cromary a été réunie à Sorans-lès-Breurey en 1807. Elle retrouva son autonomie en 1831.

## Politique et administration

Carte départementale représentant en rouge la communauté de communes du Pays Riolais.

### Rattachements administratifs et électoraux
La commune fait partie de l'arrondissement de Vesoul, du département de la Haute-Saône, en région Bourgogne-Franche-Comté. Pour l'élection des députés, elle dépend de la première circonscription de la Haute-Saône.
Elle fait partie depuis 1801 du canton de Rioz. Dans le cadre du redécoupage cantonal de 2014 en France, ce canton s'accroît et passe de 27 à 52 communes.

### Intercommunalité
La commune est membre de la communauté de communes du Pays riolais, créée le 29 décembre 1999.

### Liste des maires
| Période                                  | Période                       | Identité          | Étiquette | Qualité                                 |
| ---------------------------------------- | ----------------------------- | ----------------- | --------- | --------------------------------------- |
| Les données manquantes sont à compléter. |                               |                   |           |                                         |
| 1961                                     | 1989                          | Alfred Loichemol  |           |                                         |
| 1989                                     | 1995                          | Maurice Quinque   |           |                                         |
| mars 2001                                | janvier 2007                  | Philippe Breitner |           | mort en fonction                        |
| mars 2007                                | En cours (au 23 octobre 2016) | M. Claude Demoly  |           | Retraité Réélu pour le mandat 2014-2020 |

## Démographie
L'évolution du nombre d'habitants est connue à travers les recensements de la population effectués dans la commune depuis 1793. Pour les communes de moins de 10 000 habitants, une enquête de recensement portant sur toute la population est réalisée tous les cinq ans, les populations de référence des années intermédiaires étant quant à elles estimées par interpolation ou extrapolation. Pour la commune, le premier recensement exhaustif entrant dans le cadre du nouveau dispositif a été réalisé en 2006.

En 2022, la commune comptait 441 habitants, en évolution de +13,95 % par rapport à 2016 (Haute-Saône : −1,4 %, France hors Mayotte : +2,11 %).
| 1793 | 1800 | 1806 | 1831 | 1836 | 1841 | 1846 | 1851 | 1856 |
| ---- | ---- | ---- | ---- | ---- | ---- | ---- | ---- | ---- |
| 259  | 281  | 279  | 311  | 311  | 320  | 300  | 326  | 272  |

| 1861 | 1866 | 1872 | 1876 | 1881 | 1886 | 1891 | 1896 | 1901 |
| ---- | ---- | ---- | ---- | ---- | ---- | ---- | ---- | ---- |
| 314  | 300  | 269  | 253  | 232  | 231  | 246  | 210  | 183  |

| 1906 | 1911 | 1921 | 1926 | 1931 | 1936 | 1946 | 1954 | 1962 |
| ---- | ---- | ---- | ---- | ---- | ---- | ---- | ---- | ---- |
| 182  | 166  | 129  | 131  | 146  | 121  | 95   | 127  | 132  |

| 1968 | 1975 | 1982 | 1990 | 1999 | 2006 | 2011 | 2016 | 2021 |
| ---- | ---- | ---- | ---- | ---- | ---- | ---- | ---- | ---- |
| 112  | 141  | 154  | 172  | 212  | 279  | 344  | 387  | 433  |

| 2022 | - | - | - | - | - | - | - | - |
| ---- | - | - | - | - | - | - | - | - |
| 441  | - | - | - | - | - | - | - | - |

## Culture locale et patrimoine

### Lieux et monuments
Le territoire de la commune est traversé par le ruisseau le Malgérard et le Ruisseau des Ermites qui forment plusieurs étangs ; il comporte également un camp romain, deux anciens moulins à eau et les vestiges d'un chemin pavé.

### Héraldique
| Blason de Neuvelle-lès-Cromary | Blason  | D'azur à un besant d'or en pointe chargé d'une roue de moulin d'argent* de même dimension et surmonté d'une flamme du même.        |
| Blason de Neuvelle-lès-Cromary | Détails | * Il y a là non-respect de la règle de contrariété des couleurs : ces armes sont fautives (argent sur or, interdit en héraldique). |